# Francis-Albert Bougon
Pour les articles homonymes, voir Bougon.
Francis-Albert Bougon, né le 2 avril 1905 à Amiens et mort le 26 novembre 1986 à Moulins, est un prélat catholique français, qui fut évêque de Moulins de 1956 à 1975.

## Biographie
Docteur en droit canonique, il est ordonné diacre en 1927 et ordonné prêtre le 29 juin 1928. Choisi le 2 août 1956 comme évêque de Moulins, il est consacré le 16 octobre de la même année par l'évêque d'Amiens,  René-Louis Stourm. 
Il participe au IIe concile du Vatican et renonce à sa charge le 2 décembre 1975.